# Chuck Manning
Chuck Manning (* 30. Mai 1958) ist ein US-amerikanischer Jazz-Saxophonist.
Manning arbeitete im Laufe seiner Karriere u. a. mit Charlie Haden, Joe Lovano, Hubert Laws, Warne Marsh, Bill Cunliffe und Ravi Coltrane; er war Mitglied der Band von Alphonse Mouzon, an dessen Alben er mitwirkte, sowie des Bobby Bradford Mo’tet und des Sal Marquez Quintetts. Er nahm in den 1990er Jahren eine Reihe von Alben mit dem Los Angeles Jazz Quartet (auf Naxos Jazz) auf, dem auch der Bassist Darek Oleszkiewicz angehörte. Als langjähriges Mitglied der Jazzszene von Los Angeles nahm er erst Mitte der 2000er Jahre ein erstes Album unter eigenem Namen (Notes from the Real auf TCB Records) auf, nachdem er zuvor mit Isla Eckinger 1991 das gemeinsame Album L. A. Calling vorgelegt hatte. 2004 wirkte er bei Bennie Maupins Album Like a Dream mit. In den letzten Jahren hat er auch mit Mouzon, Steve Porcaro und Dick Wood aufgenommen; auch arbeitete er mit Jason Harnell und Darek Oles.